# Malene Schwartz
Malene Schwartz (født 10. august 1936) er en dansk skuespiller og teaterdirektør.
Uddannet fra Privatteatrenes elevskole i 1957 og har efterfølgende været tilknyttet bl.a. Alléscenen, Det Ny Teater, Det Kongelige Teater, ligesom at hun også har medvirket i musicals og revyer hos Det Ny Scala, ABC Teatret, Cirkusrevyen og Tivolirevyen.
Schwartz har også medvirket i en lang række danske film, såsom Englen i sort (1957), Landsbylægen (1961), Bussen (1963), Frk. Nitouche (1963), Pigen og millionæren (1965), og i tv-serier, såsom Matador (1978-1981), hvor Schwarz har sin karrieres mest prominente rolle som Maude Varnæs.
Schwarz var direktør for Bristol Teatret fra 1980 til 1982, Aveny Teatret fra 1982 til 1992 (begge steder i samarbejde med Lone Hertz), teaterchef for landsdelsscenen i Aalborg fra 1994 til 2001 og teaterchef for Folketeatret fra 2005 til 2007.
Schwartz blev i 1992 udnævnt til ridder af Dannebrog og i 2000 udnævnt til Ridder af 1. grad af Dannebrogsordenen.

## Opvækst
Schwartz blev født den 10. august 1936 på Frederikberg, København, som datter af maler og forfatter, Walter Ervin Otto Schwartz, og lægesekretær, Annelise Gamst Jensen. Schwartz har også en søster, Janne (f. 1944)., og halvbrødre fra hendes fars tidligere ægteskaber. Schwartz blev opdraget med meget frie rammer, hvilket bidrog både positivt og negativt til hendes liv som voksen: "...Min far interesserede sig meget for børnepsykologi, og jeg fik en meget fri opdragelse. Jeg kunne bestemme alt selv, hvilket ikke var let for mig, der var et meget genert og reserveret barn. Jeg havde ikke lyst til at bestemme selv, og jeg tror, at jeg havde det for frit, for jeg blev usikker af at skulle tage beslutningerne selv. Den form for opdragelse har givet mig en stor selvstændighed, men også en stor forsigtighed, som jeg har haft med mig gennem hele livet.." udtalte hun til Kristeligt Dagblad i juni 2012. Schwartz' far skrev desuden bogen Malene, som handler om børneopdragelse.
Schwartz studerede som ung på Skt. Jørgens Gymnasium, og blev efter at have medvirket i en skolekomedie i 2.g, instrueret af den unge Louis Miehe-Renard, opsøgt af Arne Weel, der efter invitation fra Miehe-Renard havde overværet forestillingen. Weel var på tidspunktet teaterchef for Alléscenen, og han opfordrede Schwartz til at søge ind på teaterskolen. Schwartz havde på dette tidspunkt planlagt at skulle uddanne sig til socialrådgiver, men endte med at følge Weels råd og efter sin studentereksamen i 1955, blev Schwartz samme år, som 19-årig, optaget på Privatteatrenes elevskole. Talentet for skuespillet og det kunstneriske kom ikke fra fremmede, da Schwartz's tiptiptipoldeforældre på hendes fars side, Michael Rosing og Johanne Cathrine Rosing, var kendte skuespillere på Det Kongelige Teater, som henholdsvis skuespiller, og balletdanser og senere skuespiller, ligesom at Schwartz' farmor, Alba Schwartz og farfar, Otto Schwartz, var del af kredsen omkring Skagensmalerne.

## Karriere

### 1957-1970
Efter endt uddannelse i 1957, blev Schwartz samme år tilknyttet Alléscenen i København, hvor hun fik sit gennembrud i 1958, da hun spillede datteren i Shelagh Delaneys En mundsmag lykke. Hun medvirkede herefter i forestillinger som hustruen i Ung vrede og Emily i Vor By. I 1959 skifter Schwartz til Det Ny Teater, hvor hun er frem til 1961, hvor hun samme år skifter og blev ansat hos Det Kongelige Teater. Hun spillede her bl.a. 2. dronning i E. Ionescos Kongen skal dø, Hedvig i Henrik Ibsens Vildanden, Agnete i Elverhøj og en charmefyldt stuepige i G. Feydeaus Tag dig lidt af Amélie!.
Schwartz fik sin filmiske debut allerede i 1956 i filmen Pige søger natkvarter, og medvirkede i løbet af det næste årti i omkring 25 film, hvoraf de mest prominente som kan nævnes er Englen i sort (1957), Komtessen (1961), Min kone fra Paris (1961), Landsbylægen (1961), Frk. Nitouche (1963), Bussen (1963), Halløj i himmelsengen (1965), Tre små piger (1966) og Jeg elsker blåt (1968). Schwartz blev for mange af disse film velkendt for at spille den stereotype rolle som den velopdragne, charmerende og pletfrie heltinde. Om filmen Frk. Nitouche udtalte Schwartz: "...Der er mange der synes, at Frøken Nitouche er en yndig film, og det forstår jeg godt. Dirch Passer er sød og Lone Hertz snu. Det sjove for mig var, at jeg synger min egen sang, og så gav det mig mulighed for at spille sammen med de to store operette-stjerner, Hans Kurt og Else Marie Hansen. Else Marie kom jeg til at kende vældig godt.”

### 1970-2000
Efter ni år hos Det Kongelige Teater følte Schwartz sig ikke længere udfordret af de roller hun blev tilbudt, og hun forlod derfor teatret i 1970. I de følgende år valgte hun at fokusere på sin musikalitet, og medvirkede derfor i adskillige musicals. Berømt blev således hendes sanglige og kropslige kunnen som korpigen Billie i musicalen Født i går på Det Ny Teater i 1971, og hendes overrumplende charme i Piger til søs på samme teater, og på Det Ny Scala var hun en fremragende Eliza i My Fair Lady, ligesom at hun spillede over for Fritz Helmuth i Nøglen under måtten. I 1984 gæstespillede hun desuden på Det Kongelige Teater som natklubsangerinden Miss Adelaide i succesen Guys and Dolls. I begyndelsen af 1970’erne medvirkede Schwartz på flere revyscener, bl.a. i Cirkusrevyen (i 1970, 1972 og 1974) og i Tivolirevyen (i 1973 og 1976) under Aage Stentofts direktion, og hendes komiske talent kom her til rig udfoldelse.
I 1978 indtog Schwartz sin mest prominente og successfyldte rolle som Maude Varnæs i tv-serien Matador, der løber i i alt 24 afsnit fra 1978 til 1982. Schwartz fik, ligesom mange af de øvrige skuespillere i serien, stor ros og positiv kritk fra anmeldelere og fans, og om hendes præstation blev bl.a. skrevet: "...Maude Varnæs i "Matador"; noget nær det definitive portræt af en forkælet, småneurotisk borgerfrue, undertrykt uden at erkende det. En vidunderligt velafstemt præstation af subtil komik og solidarisk indlevelse, hvor hun i toneperfekt ægteskabs-samspil med Holger Juul Hansens bankdirektør Varnæs udfolder tusind nuancer af borgerskabets ikke altid helt diskrete charme.
I 1980 overtog Schwartz, i samarbejde med Lone Hertz, direktørposten af Bristol Teatret efter at dets grundlægger, Morten Grünwald, blev teaterchef for Betty Nansen Teatret. Den nye direktør-duo blev mødt med skepsis, da ingen af de to kvinder havde haft ledende stillinger før, men teatret nød godt af det nye skifte, og fik to gode år med et repertoire, der hvert år bestod af en klassiker, der belyste samtiden, ny dansk dramatik og nye udenlandske stykker. "...Ja, omtalen af os inden vi tiltrådte var ganske grotesk og mandschauvennistisk. Til gengæld må jeg sige, at jeg aldrig har hørt et ord siden... [...] ...Når reaktionerne var så stærke dengang, handlede det vel også om, at vi pludselig blev sat på en plads, hvor man ikke så kvinder ret ofte, nemlig på det administrative område. Man syntes, det var fuldstændig vildt, at sådan to piger, der havde været stars det ene og det andet sted og havde været fotograferet i Familie Journalen, at de pludselig også skulle have noget oppe i hovedet af den art. Det troede de jo ikke..." udtalte Schwartz til Berlingske i marts 2005. Ud over at sidde i direktørstolen medvirkede Schwartz også i teatrets opsætninger, bl.a. i Ionescos Stolene, som Hertz instruerede. I dette stykke spillede Schwartz konen overfor Ove Sprogøe, og gennem sin mekaniske tale og overdrevne mimik, der fint illustrerede stykkets absurde-eksistentialistiske stil, fremtrådte hun her som en moderne skuespiller. Bristol Teatret lukker i 1982, og Schwartz og Hertz fortsætter herefter som direktør-par ovre på Aveny Teatret frem til 1984, hvor Hertz trak sig fra direktørposten for at blive rektor på Statens Teaterskole, hvor Schwartz periodevis er underviser i dramatik fra 1981 til 1983. Schwartz fortsætter som ene-direktør for Aveny Teateret frem til 1992. Under hendes tid som direktør satsede hun fortsat på at spille både klassikere som Ibsen og moderne stykker af Lars Norén, Svend Åge Madsen og B. Strauss. Det var en eksperimenterende repertoirelinie, hvor der på teatret også blev foranstaltet “readings” og teaterlaboratorier til hjælp for unge danske forfattere. Gennem sit skoleopsøgende arbejde forsøgte hun også at inddrage et ungt publikum. Til trods for direktørposten, medvirkede Schwartz fortsat i teaterforestillinger, og spillede bl.a. Katarina i Noréns Dæmoner i 1986, og i 1989 deltog hun på Det Ny Teater som komtessen i Yukio Mishimas Marquise de Sade, ligesom at hun medvirkede i enkelte tv-film og i filmen Tro, håb og kærlighed i 1986. I midten af 1980'erne modtager Schwartz en række priser, såsom Läkerols Kulturpris i 1985, Henkel-Prisen og Bodil Ipsens Julelegat i 1986 og Bikubenfondens Teaterpris i 1987.
Da direktørposten på Aveny Teatret blev genopslået i 1992, søgte Schwartz stillingen, selvom hun følte sig usikker omkring betingelserne for Det Storkøbenhavnske Teaterfællesskab, under hvis ordning teatret hørte. Direktørposten blev dog overtaget af teatergruppen Dr. Dante, og Schwartz flytter i stedet til Aalborg i 1994, hvor hun blev teaterchef for landsdelsscenen. Hendes repertoirelinie var i de første år været mindre eksperimenterende end på Aveny Teatret, og spændte fra klassikere til nye, især danske, dramaer, og hun markerede sig bl.a. med store musicalforestillinger med et ungt ensemble. Schwartz fik desuden sin instruktørdebut på teatret i 1999 med opsætningen af George Taboris' Massemordersken og fulgte op med Kim Fupz Aakesons Party i 2000. I 1992 modtog Schwartz Clara Pontoppidans Fødselsdagslegat, samt at hun samme år fik æren af at blive ridder af Dannebrog, ligesom at hun i 1995 fejrede sit 40-års skuespillerjubilæum i Roger Vitracs surrealistiske farce Victor. Hun vandt desuden prisen for Best Female Acting ved Barcelona International Television Festival i 1997 for hendes præstation i filmen Mors Dag (1996).

### 2001-nu
Schwartz forlod direktørposten hos Aalborg Teater i 2001 og hun genoptog sin sceniske skuespillerkarriere i Det Kongelige Teaters opførelse af Joseph Kesselrings Arsenik og gamle kniplinger i Glassalen i Tivoli. Det blev siden fulgt op af bl.a. roller i Bertolt Brechts Laser og pjalter på Odense Teater i 2002, Christopher Hamptons Farlige forbindelser på Østre Gasværk og Thomas Bredsdorffs litterære kabaret Lykken - eller er der et liv før døden på Rialto begge i 2005.
I 2005 blev Schwartz teaterdirektør for Folketeatret, hvilket på tidspunktet var i krise og i fare for at lukke. "...jeg føler det som et moralsk ansvar. Folketeatret er et af de smukkeste teatre i København; det er også det ældste udenfor Det Kongelige Teater. Der er så stor tradition forbundet med Folketeatret, og det må bare aldrig lukke.. [...] ...Her må jeg nok gemme mine egne kunstneriske ambitioner lidt til side og sige: Nu gælder det om, at dette teater ikke lukker. Jeg mener, at Folketeatret skal leve op til sit navn: Det folkelige teater. Det skal være et familieteater, hvor den brede, store familie kan komme ind og nyde et stykke med lige stor glæde - voksne som børn. Jeg tror, det er missionen, og det er det, jeg vil satse på" udtalte hun til Berlingske i marts 2005. Schwartz forlod posten som direktør for teatret i 2007.
Om sin karriere som teaterdirektør for flere teatre, udtalte Schwartz desuden "...Jeg har været teaterleder uafbrudt i tyve år, og det har helt klart været den mest interessante del af min karriere som kunstner. Fordi man kan sætte sit eget præg, dyrke nye talenter frem og skubbe til udviklingen..."
Schwartz har siden 2000'erne medvirket i enkelte film, såsom Reconstruction (2003), Flammen og Citronen (2008), og medvirket i tv-serier, såsom Forsvar og som Benedikte von Bech i tv-serien 2900 Happiness (2007-2009).

## Privatliv
Som 21-årig fik Schwartz en abort, som resulterede i, at hun ikke kunne blive gravid efterfølgende.
Schwartz blev gift med advokat Christian Lillelund i juni 1961 i Hellerup Kirke, og de har sammen datteren, Christina Lillelund (f. 1972), som de adopterede i 1972. Parret blev skilt i 1979.
I 1980 mødte Schwartz gennem fælles venner Paul Hammerich, manuskriptforfatter og journalist, som også var forfatter på tv-serien Matador. Schwartz var på tidspunktet nyskilt, og skrev i sin selvbiografi, Malene, fra 2014: "...Jeg havde set frem til et liv med unge elskere, der aldrig skulle overnatte, og jeg skulle aldrig giftes igen. Men Paul væltede mig totalt omkuld. Hvor jeg før havde manglet råstyrke og været noget af et skravl, følte jeg mig pludselig som B&W..." Parret blev gift den 28. maj 1982 i Søllerød Kirke, og nåede i alt tolv års samliv, før Schwartz den 16. april 1992 blev enke, da Hammerich ikke vågner op af sin narkose efter en bypassoperation. Hammerichs død efterlod desuden Schwartz i store økonomiske problemer og gæld, da Schwartz nu stod tilbage som ejer af et hus i Skodsborg, en lejlighed på Frederiksberg samt to lejligheder i Spanien.
Schwartz har gennem hele sin karriere været meget privat omkring sit liv til pressen, men har udgivet selvbiografierne Livet er ikke for begyndere - ikke engang for øvede (fortalt til Thomas Larsen, Forlaget Lindhardt og Ringhof, 2003), Malene (i samarbejde med Cathrine Errboe, Forlaget Gyldendal, 2014), familiekrøniken Alba, omhandlende hendes farmor (i samarbejde med Cathrine Errboe, 2012) samt børnebogen om adoptivbarnet Mette, Mor, er du min mor? (Forlaget Forum, 1982).

## Filmografi
| År   | Titel                                        | Rolle                       |
| ---- | -------------------------------------------- | --------------------------- |
| 1956 | Pige søger natkvarter                        | Christl                     |
| 1957 | Natlogi betalt                               | Inga                        |
| 1957 | Englen i sort                                | Sygeplejerske               |
| 1958 | Det lille hotel                              | Marianne                    |
| 1958 | Parasitterne                                 | Gudrun                      |
| 1958 | Skærmydsler                                  | Ellen                       |
| 1959 | Herr Sleeman kommer                          | Anne Marie                  |
| 1959 | De sjove år                                  | Lene                        |
| 1959 | Tre søstre                                   | Irina                       |
| 1959 | Faderskolen                                  | Cecile                      |
| 1960 | Pigen og pantelåneren                        | Lizzie Shaw                 |
| 1961 | Komtessen                                    | Betina Mortensen            |
| 1961 | Min kone fra Paris                           | Kirsten Dreyer              |
| 1961 | Jetpiloter                                   | Lise Jessen                 |
| 1961 | Sorte Shara                                  | Chefens kone                |
| 1961 | Landsbylægen                                 | Anne-Mette Krogh            |
| 1962 | Duellen                                      | Tina                        |
| 1962 | Prinsesse for en dag                         | Mette Jansen                |
| 1962 | Den rige enke                                | Grete Ellekjær              |
| 1962 | Venus fra Vestø                              | Nicola Egede-Schack         |
| 1962 | Drømmen om det hvide slot                    | Susanne Strand              |
| 1963 | Frøken April                                 | Frk. April Bergen           |
| 1963 | Frk. Nitouche                                | Corinna                     |
| 1963 | Bussen                                       | Else                        |
| 1964 | Slottet                                      | Bente Falke                 |
| 1964 | Eurydike                                     | Eurydike                    |
| 1965 | Halløj i himmelsengen                        | Jeanette                    |
| 1965 | Jeg - en kvinde                              | Siv (dansk stemme)          |
| 1965 | Pigen og millionæren                         | Britta                      |
| 1966 | Vildanden                                    | Hedvig                      |
| 1966 | Leg med ilden                                | Kusinen                     |
| 1966 | Tre små piger                                | Marie                       |
| 1966 | Pigen og greven                              | Irene Gyldenstjerne         |
| 1967 | Ung vrede                                    | Alison Porter               |
| 1967 | Min kones ferie                              | Antikvitetshandlerske Tenna |
| 1968 | En spurv i tranedans                         | Louise                      |
| 1968 | Jeg elsker blåt                              | Gerd                        |
| 1969 | Aprilsnarrene                                | Constance                   |
| 1969 | Det er måske det, der har gjort os så smukke | Elsebeth                    |
| 1975 | Ørkenens luftsyn                             | Babette                     |
| 1975 | Ægteskabet mellem lyst og nød                | Babette                     |
| 1984 | Tro, håb og kærlighed                        | Kirstens mor                |
| 1996 | Mors dag                                     | Margit                      |
| 2002 | Arsenik og gamle kniplinger                  | Martha Brewster             |
| 2003 | Dykkerdrengen                                | Farmor                      |
| 2003 | Reconstruction                               | Fru Banum                   |
| 2008 | Flammen og Citronen                          | Gilberts kone               |

### Tv-serier
| År        | Titel                    | Rolle              | Note                |
| --------- | ------------------------ | ------------------ | ------------------- |
| 1966      | Intercontinental Express | Corinna            | Sæson 1, afsnit 13  |
| 1977      | Huset på Christianshavn  | Journalist         | Afsnit 81           |
| 1978-1981 | Matador                  | Maude Varnæs       |                     |
| 2003      | Er du skidt, skat?       | Inge Lazlo         |                     |
| 2003-2004 | Forsvar                  | Maria Zielinski    | Afsnit 11, 20 og 30 |
| 2007-2009 | 2900 Happiness           | Benedikte von Bech |                     |

### Tegnefilm
| År   | Titel                                      | Rolle                 |
| ---- | ------------------------------------------ | --------------------- |
| 2003 | Frøernes spådom                            | Overfrø               |
| 2004 | H.C. Andersens eventyr - der var engang... | Flere roller          |
| 2004 | Bjørne Brødre                              | Tanana                |
| 2006 | Den grimme ælling og mig                   | Forkerte farmor       |
| 2012 | Sammys store eventyr                       | Gammel hun-skildpadde |

## Forfatterskab
- Mor, er du min mor?, 1982. Småbørnsbog om adoptivbørn. ISBN 87-553-0898-8.
- Livet er ikke for begyndere, Erindringer, fortalt til Thomas Larsen, 2003. ISBN 87-595-2075-2. ISBN 978-87-595-2236-3
- Alba, 2012, Om farmoderen Alba Schwartz = Sofie Albertine Schwartz. En 'familiekrønike'. Fortalt til Cathrine Errboe. ISBN 978-87-400-0000-9 / 9788740000009.